# 駿河台大学ラグビー部
駿河台大学ラグビー部（するがだいだいがくラグビーぶ、Surugadai Univ Rugby Football Club）は、関東大学ラグビーリーグ戦グループ3部に所属する駿河台大学のラグビーユニオンチームである。愛称はLIGHTNING BOLTS。
1987年5月18日に創部。1991年、関東大学ラグビーリーグ戦グループに加盟。1部への昇格はまだ果たしていない。2012年、元日本代表の松尾勝博が監督に就任した。

## チームスローガン
- 『何事も一生懸命に取り組む』
- 『自らワクワクし、周りをワクワクさせるチーム』
- 『LIMIT BREAK(2017)』
- 『Frontier Spirit(2018)』
- 『FOR THE TEAM(2019)』

## 主な在籍選手
- 小谷野春助（主将、PR・LO / 帝京八王子高）

## 在籍した選手
塩澤清志（元セコムラガッツ、末木組代表取締役 / 駿台甲府高）
奥野公太（SO/SH / 倉敷工業高）
星直人（HO / 仙台育英高）
木村仁（HO/FL / 県立大井高）
飛田理希 (LO/深谷高)
茂木祐太（CTB/WTB/FB / 正智深谷高）
片山博貴 (FL/平塚学園)
大澤康人(HO/松山高校)
加藤亮(PR/平塚学園)
古市敦也(SO/西武台高校)
大関涼雅(CTB/新潟県立巻高校)
和田響輝（CTB/埼玉県立狭山工業高校)
辻田将希(WTB/埼玉県立松山高校)
三沢凌（WTB/FB/西武台高校）

## 所在地
- 埼玉県飯能市阿須698（駿河台大学グラウンド）[2]